# Кріс Рідделл
Кріс Рідделл (англ. Chris Riddell; 13 квітня 1962, Кейптаун, ПАР) — британський ілюстратор, автор низки дитячих фентезійних книг та політичний карикатурист щотижневої газети «Обсервер».

## Біографія
Народився 13 квітня 1962 року в Кейптауні, ПАР, де його батько перебував як «ліберальний англіканський вікарій», який виступав проти апартеїду. Сім'я Рідделлів повернулася до Англії, коли Крісу виповнився один рік. Своє дитинство майбутній ілюстратор провів разом із сестрою та трьома братами. Навчався у Граматичній школі архієпископа Тенісона, що розташована в Кеннінгтоні. Проявив свій мистецький талант у ранньому віці та заручився підтримкою матері, яка давала йому папір та ручку, аби заспокоїти сина під час проповідей батька. У свої дитячі роки Кріс Рідделл захоплювався творами першого ілюстратора «Аліси в Країні див» Джона Тенніела та творчістю Вільяма Гіта Робінсона. Вивчав мистецтво ілюстрації у Брайтонському університеті, де, зокрема, викладав Реймонд Бріггс, один із перших лауреатів премії «Медаль Кейт Гріневей». 2002 року ілюстратор зізнався, що найбільший вплив на нього справили Джон Тенніел та Е. Г. Шепард, ілюстратор романів «Вітер у вербах» та «Вінні-Пух».
У 1980-х роках Рідделл обіймав посаду ілюстратора журналу «Економіст», а 1995 року став політичним карикатуристом щотижневої газети «Обсервер». Однак, Кріс Рідделл насамперед відомий завдяки своїми ілюстраціями до серії підліткових фантастичних романів «Легенди Світокраю», які написав Пол Стюарт. Ілюстратор також співпрацює з такими письменниками як: Річард Платт, Кетрін Кейв, Ендрю Гібсон, Браян Паттен, Філіп Рідлі, Ніл Гейман тощо. Окрім того, Кріс Рідделл багаторазовий лауреат премії «Медаль Кейт Гріневей» та дитячої книжкової премії Nestlé. Також ілюстратор переможець щорічної Британської премії бібліотекарів та премії «Дитячий лауреат».

## Особисте життя
Одружений з Джоаною Берроуз, ілюстраторкою та хужожником-графіком. Станом на 2002 рік вони проживали у Брайтоні разом із трьома дітьми. Кеті Рідделл, дочка Кріса, пішла по стопах своїх батьків і теж стала дитячою ілюстраторкою.

## Видання українською

### Легенди Світокраю
- Пол Стюарт, Кріс Ріддел. Легенди Світокраю. Частина 1: У нетрях Темнолісу. — Т. : Навчальна книга - Богдан, 2004. — 240 с. — ISBN 0-552-54592-9#966-692-270-3#966-692-259-2.
- Пол Стюарт, Кріс Ріддел. Легенди Світокраю. Частина 2: Бурелов. — Т. : Навчальна книга - Богдан, 2004. — 352 с. — ISBN 966-692-362-9.
- Пол Стюарт, Кріс Ріддел. Легенди Світокраю. Частина 3: Північ над Санктафраксом. — Т. : Навчальна книга - Богдан, 2004. — 320 с. — ISBN 966-692-379-3.
- Пол Стюарт, Кріс Ріддел. Легенди Світокраю. Частина 4: Темнолесникове прокляття. — Т. : Навчальна книга - Богдан, 2005. — 336 с. — ISBN 966-692-568-0.
- Пол Стюарт, Кріс Ріддел. Легенди Світокраю. Частина 5: Останній із небесних піратів. — Т. : Навчальна книга - Богдан, 2005. — 336 с. — ISBN 966-692-588-5.
- Пол Стюарт, Кріс Ріддел. Легенди Світокраю. Частина 6: Вокс. — Т. : Навчальна книга - Богдан, 2006. — 336 с. — ISBN 966-692-835-3.
- Пол Стюарт, Кріс Ріддел. Легенди Світокраю. Частина 7: Вільняк. — Т. : Навчальна книга - Богдан, 2007. — 384 с. — ISBN 978-966-408-285-0#0-385-60462-9.

### Разом із Нілом Гейманом
- Ніл Ґейман, Кріс Рідделл. На щастя, молоко. Переклад з англійської: Бурштина Терещенко.[2][3] Київ: KM Publishing. 2018. 160 стор. ISBN 978-966-948-004-0

### Самостійні
- Кріс Рідделл. Майстерня Вендела. — Ч. : Чорні Вівці, 2017. — 32 с. — ISBN 978-617-614-200-3.
- Кріс Рідделл. Імператор Абсурдії. — Ч. : Чорні Вівці, 2017. — 32 с. — ISBN 978-617-614-198-3.